# 敬嬪朴氏
敬嬪 朴氏（けいひん ぼくし、キョンビン パクシ、경빈 박씨、生年不詳 - 嘉靖12年5月23日（1533年6月15日））は、李氏朝鮮の第11代国王中宗の後宮。福城君の母。本貫は順天。
尚州出身の朴秀林の娘として生まれる。章敬王后が1515年に元子（仁宗）を産んで逝去すると次の中殿にと議論されたりしたが、将来の元子（仁宗）と福城君との間の王位争いを懸念した一部の臣下たちによって実現されなかった。 しかし、中宗は代わりに、彼女を正一品、嬪に昇格させて敬嬪に封じた。
1528年の灼鼠の変により監禁され、1533年に死を賜った。その後、真犯人が権臣金安老（キム・アルロ、きん あんろう）と彼の息子で、中宗の長女孝恵公主の夫、延城尉金禧であることが明らかになって復権した。

## 敬嬪朴氏を演じた俳優
- キム・ソンニョン：『王朝の暁 〜趙光祖伝〜』、1996年、KBS
- ト・ジウォン：『女人天下』、2001年-2002年 SBS